# Friedrich Wilhelm Möller (Unternehmer, 1805)
Friedrich Wilhelm Möller (* 20. Mai 1805 in Haus Kupferhammer bei Brackwede; † 25. Juli 1878 ebenda) war ein deutscher Unternehmer und Abgeordneter.

## Leben
Er war Sohn von Theodor Adolf Möller und Enkel von Johann Theodor Möller. Die Mutter war Eleonore Nottebohm. Er selbst heiratete 1832 Friederike Woermann, eine Tochter von Gottlieb Woermann. Seine Söhne waren Karl Möller und Theodor Adolf von Möller.
Seine schulische Ausbildung erhielt er in der Erziehungsanstalt Schnepfenthal. Er absolvierte eine kaufmännische Ausbildung bei einer Reederei in Bremen.
Möller wurde 1832 Teilhaber der familieneigenen Lederfabrik Th. A. Möller & Sohn. Im Jahr 1843 gingen die Geschäftsbereiche Leinen, Leder und Kupfer auf ihn über. Das Unternehmen firmierte nun unter F. Möller. Den Gerbereibetrieb modernisierte er mit neuen Maschinen. Die neu entstandenen Textilunternehmen, insbesondere die Bleichen, verunreinigten das für die Gerberei benötigte Wasser. Zwischen Möller und den Textilfabrikanten kam es in den 1850er Jahren zum Streit, der mit einem Vergleich endete und dem Unternehmen die Zufuhr frischen Wassers sicherte.
Durch die Heirat mit Friederike Woermann verbesserte sich seine finanzielle Situation. Zusammen mit seinem Bruder Arnold Möller kaufte er 1838 einen Kupferhammer bei Essen. Der Kupferhammer bei Brackwede wurde 1867 endgültig stillgelegt. Stattdessen richtete Möller eine Landwirtschaft ein. Aber Möller setzte den Handel mit Kupfer fort. Auch die Lederfabrik florierte weiter. Er beteiligte sich 1854 an der Gründung der Ravensberger Spinnerei, später auch an der Aktiengesellschaft für mechanische Spinnerei Bielefeld und der Westfälischen Bank AG. Er gehörte verschiedenen Verwaltungsräten an. Insgesamt war Möller als Unternehmer wenig risikofreudig, sondern eher bewahrend.
Daneben war er politisch und gesellschaftlich aktiv. Er war Vorsitzender des landwirtschaftlichen Kreisvereins. In den 1850er Jahren war Möller Präsident der Handelskammer Bielefeld und später Vizepräsident. Er war Gründer und Vorsitzender des Brackweder Hilfsvereins.
Möller war 1849 sowie 1852 bis 1856 und 1858 bis 1861 Mitglied des Preußischen Abgeordnetenhauses für Bielefeld. Er lässt sich den Altliberalen zuordnen.